# Pere Terrassa
Pere Terrassa (La Pobla de Fontova (Ribagorça) segle xv - Nàpols, 1511), fou un religiós del segle xv i escriptor en llengua llatina.

## Biografia[1]
Nascut en el límit de les àrees de parla catalana i aragonesa, Torres Amat l'inclou en el seu catàleg d'escriptors catalans.
Era carmelità observant. El 1478 era lector del convent d'Avinyó i posteriorment provincial dels estats pontificis i procurador de l'orde a Roma.
El 1502 fou escollit vicari general i el 1503 el capítol general celebrat a Itàlia, el 3 de juny, l'escollí com a general de l'orde.
El 1483 pronuncià un sermó davant dels papa Sixt IV i el consistori de cardenals de la capella pontifícia.

## Obres
- Oratio de diuina prouidentiua (sermó pronunciat davant Sixt IV l'any 1483).
- Epistula a Johannes Stephanus Bassignas